# Wilhelm Ludwig von Sonntag
Wilhelm Ludwig von Sonntag, auch William L. Sontag (* 18. Juli 1745 in Pforzheim; † 1818 in Philadelphia), war ein deutschamerikanischer Offizier und Geschäftsmann in den Vereinigten Staaten.

## Leben
Wilhelm Ludwig von Sonntag (auch von Sonnentag oder William L. Sontag) entstammte einem alten schweizerischen Adelsgeschlecht. Sein Vater war Johann Friedrich von Sonnentag (* 27. Juli 1708), Baden-Durlachscher Hofrat und Obervogt zu Pforzheim, Stein und Langenstein. Seine Mutter war Maria Barbara von Rhaw, Tochter des Friedrich Balthasar von Rhaw.
Wilhelm Ludwig von Sonntag diente in der französischen Armee im Kavallerie-Regiment Royal Bourbonnais oder Deux-Ponts. Dieses Regiment wurde von Ludwig XVI. den Amerikanern zu Hilfe geschickt. Wilhelm Ludwig schiffte sich am 2. Mai 1780 in Brest ein. Die französischen Schiffe liefen in den Hafen von Newport am 12. Juli 1780 ein. Als Offizier nahm Sonntag am Amerikanischen Unabhängigkeitskrieg teil. Er blieb in den USA und heiratete in Philadelphia am 11. August 1782 Hannah Wright, Tochter des Samuel Wright von Wrightstown in New Jersey. Aus der Ehe entsprossen zehn Kinder, als Älteste die Tochter Mary (* 23. Mai 1784), als zweites Kind ein Sohn, George Sykes (* 5. März 1786). Wilhelm Ludwig ließ sich in Philadelphia nieder und betrieb eine Handlung. Er wohnte in der Carters’ Alley (bezeugt in 1790), später in der 5th North Street 28 (bezeugt 1810). Angaben eines Urenkels zufolge starb er im Jahre 1818. Die Schwester Wilhelm Ludwigs war Luise Friederike von Jäger, die Ehegattin des württembergischen Leibarztes Christian Friedrich von Jäger. Von Sonntags Enkel war der Landschaftsmaler William Louis Sonntag.